# Campeonato Australiano de Patinação Artística no Gelo
O Campeonato Australiano de Patinação Artística no Gelo (em inglês:  Australian Figure Skating Championships) é uma competição nacional anual de patinação artística no gelo da Austrália, e é organizada pelo Ice Skating Australia. Os patinadores competem em quatro eventos, individual masculino, individual feminino, duplas e dança no gelo, e em três níveis, sênior, júnior e novice. 
A competição determina os campeões nacionais e os representantes da Austrália em competições internacionais como Campeonato Mundial, Campeonato Mundial Júnior, Campeonato dos Quatro Continentes e os Jogos Olímpicos de Inverno.

## Edições
| Ano (Edição) | Cidade sede                                          | Sênior                                               | Sênior                                               | Sênior                                               | Sênior                                               | Ref         |
| Ano (Edição) | Cidade sede                                          | M                                                    | F                                                    | P                                                    | D                                                    | Ref         |
| ------------ | ---------------------------------------------------- | ---------------------------------------------------- | ---------------------------------------------------- | ---------------------------------------------------- | ---------------------------------------------------- | ----------- |
| 1931         |                                                      | •                                                    | –                                                    | •                                                    | •                                                    | [ 1 ] [ 2 ] |
| 1932         |                                                      | •                                                    | •                                                    | •                                                    | •                                                    | [ 1 ] [ 2 ] |
| 1933         |                                                      | •                                                    | •                                                    | •                                                    | •                                                    | [ 1 ] [ 2 ] |
| 1934         |                                                      | •                                                    | •                                                    | •                                                    | •                                                    | [ 1 ] [ 2 ] |
| 1935         |                                                      | –                                                    | •                                                    | •                                                    | •                                                    | [ 1 ] [ 2 ] |
| 1936         |                                                      | •                                                    | •                                                    | •                                                    | •                                                    | [ 1 ] [ 2 ] |
| 1937         |                                                      | •                                                    | •                                                    | •                                                    | •                                                    | [ 1 ] [ 2 ] |
| 1938         |                                                      | –                                                    | •                                                    | •                                                    | •                                                    | [ 1 ] [ 2 ] |
| 1939– 1946   | Não houve competição devido a Segunda Guerra Mundial | Não houve competição devido a Segunda Guerra Mundial | Não houve competição devido a Segunda Guerra Mundial | Não houve competição devido a Segunda Guerra Mundial | Não houve competição devido a Segunda Guerra Mundial | [ 1 ] [ 2 ] |
| 1947         |                                                      | •                                                    | •                                                    | •                                                    | •                                                    | [ 1 ] [ 2 ] |
| 1948         |                                                      | •                                                    | •                                                    | •                                                    | •                                                    | [ 1 ] [ 2 ] |
| 1949         |                                                      | •                                                    | •                                                    | •                                                    | •                                                    | [ 1 ] [ 2 ] |
| 1950         |                                                      | –                                                    | •                                                    | •                                                    | •                                                    | [ 1 ] [ 2 ] |
| 1951         |                                                      | –                                                    | •                                                    | •                                                    | •                                                    | [ 1 ] [ 2 ] |
| 1952         |                                                      | •                                                    | •                                                    | •                                                    | •                                                    | [ 1 ] [ 2 ] |
| 1953         |                                                      | •                                                    | •                                                    | •                                                    | •                                                    | [ 1 ] [ 2 ] |
| 1954         |                                                      | •                                                    | •                                                    | •                                                    | •                                                    | [ 1 ] [ 2 ] |
| 1955         |                                                      | •                                                    | •                                                    | •                                                    | •                                                    | [ 1 ] [ 2 ] |
| 1956         |                                                      | –                                                    | •                                                    | •                                                    | •                                                    | [ 1 ] [ 2 ] |
| 1957         |                                                      | •                                                    | •                                                    | •                                                    | •                                                    | [ 1 ] [ 2 ] |
| 1958         |                                                      | •                                                    | •                                                    | •                                                    | •                                                    | [ 1 ] [ 2 ] |
| 1959         |                                                      | •                                                    | •                                                    | •                                                    | •                                                    | [ 1 ] [ 2 ] |
| 1960         |                                                      | –                                                    | •                                                    | –                                                    | –                                                    | [ 1 ] [ 2 ] |
| 1961         |                                                      | –                                                    | •                                                    | •                                                    | •                                                    | [ 1 ] [ 2 ] |
| 1962         |                                                      | –                                                    | •                                                    | •                                                    | –                                                    | [ 1 ] [ 2 ] |
| 1963         |                                                      | –                                                    | •                                                    | •                                                    | –                                                    | [ 1 ] [ 2 ] |
| 1964         |                                                      | –                                                    | •                                                    | •                                                    | –                                                    | [ 1 ] [ 2 ] |
| 1965         |                                                      | –                                                    | •                                                    | •                                                    | •                                                    | [ 1 ] [ 2 ] |
| 1966         |                                                      | –                                                    | •                                                    | •                                                    | –                                                    | [ 1 ] [ 2 ] |
| 1967         |                                                      | –                                                    | •                                                    | •                                                    | –                                                    | [ 1 ] [ 2 ] |
| 1968         |                                                      | –                                                    | •                                                    | •                                                    | –                                                    | [ 1 ] [ 2 ] |
| 1969         |                                                      | –                                                    | •                                                    | •                                                    | –                                                    | [ 1 ] [ 2 ] |
| 1970         |                                                      | –                                                    | •                                                    | –                                                    | –                                                    | [ 1 ] [ 2 ] |
| 1971         |                                                      | –                                                    | •                                                    | •                                                    | •                                                    | [ 1 ] [ 2 ] |
| 1972         |                                                      | –                                                    | •                                                    | •                                                    | •                                                    | [ 1 ] [ 2 ] |
| 1973         |                                                      | •                                                    | •                                                    | •                                                    | –                                                    | [ 1 ] [ 2 ] |
| 1974         |                                                      | •                                                    | •                                                    | •                                                    | •                                                    | [ 1 ] [ 2 ] |
| 1975         |                                                      | •                                                    | •                                                    | •                                                    | •                                                    | [ 1 ] [ 2 ] |
| 1976         |                                                      | •                                                    | •                                                    | •                                                    | –                                                    | [ 1 ] [ 2 ] |
| 1977         |                                                      | •                                                    | •                                                    | •                                                    | –                                                    | [ 1 ] [ 2 ] |
| 1978         |                                                      | •                                                    | •                                                    | •                                                    | –                                                    | [ 1 ] [ 2 ] |
| 1979         |                                                      | •                                                    | •                                                    | •                                                    | •                                                    | [ 1 ] [ 2 ] |
| 1980         |                                                      | •                                                    | •                                                    | •                                                    | •                                                    | [ 1 ] [ 2 ] |
| 1981         |                                                      | •                                                    | •                                                    | •                                                    | •                                                    | [ 1 ] [ 2 ] |
| 1982         |                                                      | •                                                    | •                                                    | •                                                    | •                                                    | [ 1 ] [ 2 ] |
| 1983         |                                                      | •                                                    | •                                                    | •                                                    | •                                                    | [ 1 ] [ 2 ] |
| 1984         |                                                      | •                                                    | •                                                    | •                                                    | •                                                    | [ 1 ] [ 2 ] |
| 1985         |                                                      | •                                                    | •                                                    | •                                                    | •                                                    | [ 1 ] [ 2 ] |
| 1986         |                                                      | •                                                    | •                                                    | •                                                    | •                                                    | [ 1 ] [ 2 ] |
| 1987         |                                                      | •                                                    | •                                                    | •                                                    | •                                                    | [ 1 ] [ 2 ] |
| 1988         |                                                      | •                                                    | •                                                    | •                                                    | •                                                    | [ 1 ] [ 2 ] |
| 1989         |                                                      | •                                                    | •                                                    | •                                                    | •                                                    | [ 1 ] [ 2 ] |
| 1990         |                                                      | •                                                    | •                                                    | •                                                    | •                                                    | [ 1 ] [ 2 ] |
| 1991         |                                                      | •                                                    | •                                                    | •                                                    | •                                                    | [ 1 ] [ 2 ] |
| 1992         |                                                      | •                                                    | •                                                    | •                                                    | •                                                    | [ 1 ] [ 2 ] |
| 1993         |                                                      | •                                                    | •                                                    | •                                                    | •                                                    | [ 1 ] [ 2 ] |
| 1994         |                                                      | •                                                    | •                                                    | •                                                    | •                                                    | [ 1 ] [ 2 ] |
| 1995         |                                                      | •                                                    | •                                                    | •                                                    | •                                                    | [ 1 ] [ 2 ] |
| 1996         |                                                      | •                                                    | •                                                    | •                                                    | •                                                    | [ 1 ] [ 2 ] |
| 1997         | North Ryde                                           | •                                                    | •                                                    | •                                                    | •                                                    | [ 1 ] [ 2 ] |
| 1998         | Melbourne                                            | •                                                    | •                                                    | •                                                    | •                                                    | [ 1 ] [ 2 ] |
| 1999         | Thebarton                                            | •                                                    | •                                                    | •                                                    | •                                                    | [ 1 ] [ 2 ] |
| 2000         | Bibra Lake                                           | •                                                    | •                                                    | –                                                    | •                                                    | [ 1 ] [ 2 ] |
| 2001         | North Ryde                                           | •                                                    | •                                                    | –                                                    | •                                                    | [ 1 ] [ 2 ] |
| 2002         | Boondall                                             | •                                                    | •                                                    | –                                                    | •                                                    | [ 1 ] [ 2 ] |
| 2003         | Boondall                                             | •                                                    | •                                                    | –                                                    | •                                                    | [ 1 ] [ 2 ] |
| 2004         | Sydney                                               | •                                                    | •                                                    | –                                                    | •                                                    | [ 1 ] [ 2 ] |
| 2005         | Perth                                                | •                                                    | •                                                    | •                                                    | •                                                    | [ 3 ]       |
| 2006         | Brisbane                                             | •                                                    | •                                                    | –                                                    | •                                                    | [ 4 ]       |
| 2007         | Warners Bay                                          | •                                                    | •                                                    | –                                                    | •                                                    | [ 5 ]       |
| 2008         | Brisbane                                             | •                                                    | •                                                    | –                                                    | •                                                    | [ 6 ]       |
| 2009         | Penrith & Canterbury                                 | •                                                    | •                                                    | –                                                    | •                                                    | [ 7 ]       |
| 2010         | Melbourne                                            | •                                                    | •                                                    | –                                                    | •                                                    | [ 8 ]       |
| 2011         | Boondall                                             | •                                                    | •                                                    | –                                                    | •                                                    | [ 9 ]       |
| 2012         | Boondall                                             | •                                                    | •                                                    | •                                                    | •                                                    | [ 10 ]      |
| 2013         | Melbourne                                            | •                                                    | •                                                    | •                                                    | •                                                    | [ 11 ]      |
| 2014         | Brisbane                                             | •                                                    | •                                                    | •                                                    | •                                                    | [ 12 ]      |
| 2015         | Penrith                                              | •                                                    | •                                                    | •                                                    | •                                                    | [ 13 ]      |
| 2016         | Melbourne                                            | •                                                    | •                                                    | •                                                    | •                                                    | [ 14 ]      |

## Lista de medalhistas

### Individual masculino
| Evento                               | Ouro                                                 | Prata                                                | Bronze                                               |
| 1931 (detalhes)                      | J. G. Gordon                                         | ?                                                    | ?                                                    |
| 1932 (detalhes)                      | J. G. Gordon                                         | ?                                                    | ?                                                    |
| 1933 (detalhes)                      | J. G. Gordon                                         | ?                                                    | ?                                                    |
| 1934 (detalhes)                      | F. J. Mercovich                                      | ?                                                    | ?                                                    |
| 1935                                 | Não houve disputa do individual masculino            | Não houve disputa do individual masculino            | Não houve disputa do individual masculino            |
| 1936 (detalhes)                      | F. J. Mercovich                                      | ?                                                    | ?                                                    |
| 1937 (detalhes)                      | R. Chambers                                          | ?                                                    | ?                                                    |
| 1938                                 | Não houve disputa do individual masculino            | Não houve disputa do individual masculino            | Não houve disputa do individual masculino            |
| 1939 (detalhes)                      | Sydney R. Croll                                      | ?                                                    | ?                                                    |
| 1940                                 | Não houve competição devido a Segunda Guerra Mundial | Não houve competição devido a Segunda Guerra Mundial | Não houve competição devido a Segunda Guerra Mundial |
| 1947 (detalhes)                      | W. Taylor                                            | ?                                                    | ?                                                    |
| 1948 (detalhes)                      | W. Taylor                                            | ?                                                    | ?                                                    |
| 1949 (detalhes)                      | Reg Park                                             | ?                                                    | ?                                                    |
| 1950–1951                            | Não houve disputa do individual masculino            | Não houve disputa do individual masculino            | Não houve disputa do individual masculino            |
| 1952 (detalhes)                      | Allan Ganter                                         | ?                                                    | ?                                                    |
| 1953 (detalhes)                      | Allan Ganter                                         | ?                                                    | ?                                                    |
| 1954 (detalhes)                      | Allan Ganter                                         | ?                                                    | ?                                                    |
| 1955 (detalhes)                      | Allan Ganter                                         | ?                                                    | ?                                                    |
| 1956                                 | Não houve disputa do individual masculino            | Não houve disputa do individual masculino            | Não houve disputa do individual masculino            |
| 1957 (detalhes)                      | Tim Spencer                                          | ?                                                    | ?                                                    |
| 1958 (detalhes)                      | Tim Spencer                                          | ?                                                    | ?                                                    |
| 1959 (detalhes)                      | William Cherrell                                     | ?                                                    | ?                                                    |
| 1960–1973                            | Não houve disputa do individual masculino            | Não houve disputa do individual masculino            | Não houve disputa do individual masculino            |
| 1973 (detalhes)                      | Billy Schober                                        | ?                                                    | ?                                                    |
| 1974 (detalhes)                      | Billy Schober                                        | ?                                                    | ?                                                    |
| 1975 (detalhes)                      | Billy Schober                                        | ?                                                    | ?                                                    |
| 1976 (detalhes)                      | Billy Schober                                        | ?                                                    | ?                                                    |
| 1977 (detalhes)                      | Brian Meek                                           | ?                                                    | ?                                                    |
| 1978 (detalhes)                      | Billy Schober                                        | ?                                                    | ?                                                    |
| 1979 (detalhes)                      | Billy Schober                                        | ?                                                    | ?                                                    |
| 1980 (detalhes)                      | Michael Pasfield                                     | ?                                                    | ?                                                    |
| 1981 (detalhes)                      | Michael Pasfield                                     | ?                                                    | ?                                                    |
| 1982 (detalhes)                      | Cameron Medhurst                                     | ?                                                    | ?                                                    |
| 1983 (detalhes)                      | Perry Meek                                           | ?                                                    | ?                                                    |
| 1984 (detalhes)                      | Cameron Medhurst                                     | ?                                                    | ?                                                    |
| 1985 (detalhes)                      | Cameron Medhurst                                     | ?                                                    | ?                                                    |
| 1986 (detalhes)                      | Cameron Medhurst                                     | Sean Abram                                           | ?                                                    |
| 1987 (detalhes)                      | Cameron Medhurst                                     | ?                                                    | ?                                                    |
| 1988 (detalhes)                      | Cameron Medhurst                                     | ?                                                    | ?                                                    |
| 1989 (detalhes)                      | Cameron Medhurst                                     | ?                                                    | ?                                                    |
| 1990 (detalhes)                      | Cameron Medhurst                                     | ?                                                    | ?                                                    |
| 1991 (detalhes)                      | Stephen Carr                                         | ?                                                    | ?                                                    |
| 1992 (detalhes)                      | Stephen Carr                                         | ?                                                    | ?                                                    |
| 1993 (detalhes)                      | Stephen Carr                                         | ?                                                    | ?                                                    |
| 1994 (detalhes)                      | Stephen Carr                                         | ?                                                    | ?                                                    |
| 1995 (detalhes)                      | George Galanis                                       | ?                                                    | ?                                                    |
| 1996 (detalhes)                      | Anthony Liu                                          | Michael Amentas                                      | Andrew Roy                                           |
| North Ryde 1997 (detalhes)           | Anthony Liu                                          | Michael Amentas                                      | nenhum outro competidor                              |
| Melbourne 1998 (detalhes)            | Anthony Liu                                          | Michael Amentas                                      | nenhum outro competidor                              |
| Thebarton 1999 (detalhes)            | Anthony Liu                                          | Michael Amentas                                      | Peter Nicholas                                       |
| Bibra Lake 2000 (detalhes)           | Anthony Liu                                          | Peter Nicholas                                       | Bradley Santer                                       |
| North Ryde 2001 (detalhes)           | Anthony Liu                                          | Bradley Santer                                       | Daniel Harries                                       |
| Boondall 2002 (detalhes)             | Anthony Liu                                          | Bradley Santer                                       | Sean Carlow                                          |
| Boondall 2003 (detalhes)             | Bradley Santer                                       | Daniel Harries                                       | Stuart Beckingham                                    |
| Sydney 2004 (detalhes)               | Bradley Santer                                       | Sean Carlow                                          | Stuart Beckingham                                    |
| Perth 2005 (detalhes)                | Sean Carlow                                          | Bradley Santer                                       | nenhum outro competidor                              |
| Brisbane 2006 (detalhes)             | Sean Carlow                                          | Bradley Santer                                       | Robert McNamara                                      |
| Warners Bay 2007 (detalhes)          | Sean Carlow                                          | Nicholas Fernandez                                   | Robert McNamara                                      |
| Brisbane 2008 (detalhes)             | Nicholas Fernandez                                   | Mark Webster                                         | nenhum outro competidor                              |
| Penrith & Canterbury 2009 (detalhes) | Robert McNamara                                      | Mark Webster                                         | Matthew Precious                                     |
| Melbourne 2010 (detalhes)            | Mark Webster                                         | Robert McNamara                                      | Mitchell Chapman                                     |
| Boondall 2011 (detalhes)             | Brendan Kerry                                        | Nicholas Fernandez                                   | Andrew Dodds                                         |
| Boondall 2012 (detalhes)             | David Kranjec                                        | Brendan Kerry                                        | Jordan Dodds                                         |
| Melbourne 2013 (detalhes)            | Brendan Kerry                                        | David Kranjec                                        | Mark Webster                                         |
| Brisbane 2014 (detalhes)             | Brendan Kerry                                        | Cameron Hemmert                                      | Andrew Dodds                                         |
| Penrith 2015 (detalhes)              | Brendan Kerry                                        | Andrew Dodds                                         | Jordan Dodds                                         |
| Melbourne 2016 (detalhes)            | Brendan Kerry                                        | James Min                                            | Andrew Dodds                                         |

### Individual feminino
| Evento                               | Ouro                                                 | Prata                                                | Bronze                                               |
| 1933 (detalhes)                      | W. Thackeray                                         | ?                                                    | ?                                                    |
| 1934 (detalhes)                      | W. Thackeray                                         | ?                                                    | ?                                                    |
| 1935 (detalhes)                      | M. Reid                                              | ?                                                    | ?                                                    |
| 1936 (detalhes)                      | B. Cornwell                                          | ?                                                    | ?                                                    |
| 1937 (detalhes)                      | B. Cornwell                                          | ?                                                    | ?                                                    |
| 1938 (detalhes)                      | B. Cornwell                                          | ?                                                    | ?                                                    |
| 1939 (detalhes)                      | J. Weedon                                            | ?                                                    | ?                                                    |
| 1940–1946                            | Não houve competição devido a Segunda Guerra Mundial | Não houve competição devido a Segunda Guerra Mundial | Não houve competição devido a Segunda Guerra Mundial |
| 1947 (detalhes)                      | Patricia Molony                                      | ?                                                    | ?                                                    |
| 1948 (detalhes)                      | A. Paynter                                           | ?                                                    | ?                                                    |
| 1949 (detalhes)                      | Gwenneth Molony                                      | ?                                                    | ?                                                    |
| 1950 (detalhes)                      | Gwenneth Molony                                      | ?                                                    | ?                                                    |
| 1951 (detalhes)                      | Gwenneth Molony                                      | ?                                                    | ?                                                    |
| 1952 (detalhes)                      | L. Brain                                             | ?                                                    | ?                                                    |
| 1953 (detalhes)                      | Dawn Hunter                                          | ?                                                    | ?                                                    |
| 1954 (detalhes)                      | Dawn Hunter                                          | ?                                                    | ?                                                    |
| 1955 (detalhes)                      | Dawn Hunter                                          | ?                                                    | ?                                                    |
| 1956 (detalhes)                      | Lois Thompson                                        | ?                                                    | ?                                                    |
| 1957 (detalhes)                      | Lois Thompson                                        | ?                                                    | ?                                                    |
| 1958 (detalhes)                      | Aileen Shaw                                          | ?                                                    | ?                                                    |
| 1959 (detalhes)                      | Aileen Shaw                                          | ?                                                    | ?                                                    |
| 1960 (detalhes)                      | Aileen Shaw                                          | ?                                                    | ?                                                    |
| 1961 (detalhes)                      | Aileen Shaw                                          | ?                                                    | ?                                                    |
| 1962 (detalhes)                      | C. Helmore                                           | ?                                                    | ?                                                    |
| 1963 (detalhes)                      | Aileen Shaw                                          | ?                                                    | ?                                                    |
| 1964 (detalhes)                      | Mary-Ellen Holland                                   | ?                                                    | ?                                                    |
| 1965 (detalhes)                      | Mary-Ellen Holland                                   | ?                                                    | ?                                                    |
| 1966 (detalhes)                      | Mary-Ellen Holland                                   | ?                                                    | ?                                                    |
| 1967 (detalhes)                      | Mary-Ellen Holland                                   | ?                                                    | ?                                                    |
| 1968 (detalhes)                      | Janet Schwarz                                        | ?                                                    | ?                                                    |
| 1969 (detalhes)                      | Janet Schwarz                                        | ?                                                    | ?                                                    |
| 1970 (detalhes)                      | Janet Schwarz                                        | ?                                                    | ?                                                    |
| 1971 (detalhes)                      | Janet Schwarz                                        | ?                                                    | ?                                                    |
| 1972 (detalhes)                      | Sharon Burley                                        | ?                                                    | ?                                                    |
| 1973 (detalhes)                      | Sharon Burley                                        | ?                                                    | ?                                                    |
| 1974 (detalhes)                      | Sharon Burley                                        | ?                                                    | ?                                                    |
| 1975 (detalhes)                      | Sharon Burley                                        | ?                                                    | ?                                                    |
| 1976 (detalhes)                      | Robyn Burley                                         | ?                                                    | ?                                                    |
| 1977 (detalhes)                      | Robyn Burley                                         | ?                                                    | ?                                                    |
| 1978 (detalhes)                      | Robyn Burley                                         | ?                                                    | ?                                                    |
| 1979 (detalhes)                      | Belinda Coulthard                                    | ?                                                    | ?                                                    |
| 1980 (detalhes)                      | Vicki Holland                                        | ?                                                    | ?                                                    |
| 1981 (detalhes)                      | Vicki Holland                                        | ?                                                    | ?                                                    |
| 1982 (detalhes)                      | Vicki Holland                                        | ?                                                    | ?                                                    |
| 1983 (detalhes)                      | Vicki Holland                                        | ?                                                    | ?                                                    |
| 1984 (detalhes)                      | Amanda James                                         | ?                                                    | ?                                                    |
| 1985 (detalhes)                      | Diana Zovko                                          | ?                                                    | ?                                                    |
| 1986 (detalhes)                      | Tracy Brook                                          | ?                                                    | ?                                                    |
| 1987 (detalhes)                      | Tracy Brook                                          | ?                                                    | ?                                                    |
| 1988 (detalhes)                      | Tracy Brook                                          | ?                                                    | ?                                                    |
| 1989 (detalhes)                      | Tracey Damigella                                     | ?                                                    | ?                                                    |
| 1990 (detalhes)                      | Tamara Heggen                                        | ?                                                    | ?                                                    |
| 1991 (detalhes)                      | Tamara Heggen                                        | ?                                                    | ?                                                    |
| 1992 (detalhes)                      | Tamara Heggen                                        | ?                                                    | Miriam Manzano                                       |
| 1993 (detalhes)                      | Miriam Manzano                                       | ?                                                    | ?                                                    |
| 1994 (detalhes)                      | Joanne Carter                                        | Miriam Manzano                                       | ?                                                    |
| 1995 (detalhes)                      | Joanne Carter                                        | ?                                                    | Miriam Manzano                                       |
| 1996 (detalhes)                      | Joanne Carter                                        | Miriam Manzano                                       | Andrea Boss                                          |
| North Ryde 1997 (detalhes)           | Joanne Carter                                        | Miriam Manzano                                       | Michelle Kriz                                        |
| Melbourne 1998 (detalhes)            | Joanne Carter                                        | Stephanie Zhang                                      | Sarah-Yvonne Prytula                                 |
| Thebarton 1999 (detalhes)            | Stephanie Zhang                                      | Sarah-Yvonne Prytula                                 | Andrea Boss                                          |
| Bibra Lake 2000 (detalhes)           | Stephanie Zhang                                      | Miriam Manzano                                       | Sarah-Yvonne Prytula                                 |
| North Ryde 2001 (detalhes)           | Miriam Manzano                                       | Stephanie Zhang                                      | Joanne Carter                                        |
| Boondall 2002 (detalhes)             | Miriam Manzano                                       | Joanne Carter                                        | Stephanie Zhang                                      |
| Boondall 2003 (detalhes)             | Miriam Manzano                                       | Joanne Carter                                        | Sarah-Yvonne Prytula                                 |
| Sydney 2004 (detalhes)               | Miriam Manzano                                       | Joanne Carter                                        | Sarah-Yvonne Prytula                                 |
| Perth 2005 (detalhes)                | Miriam Manzano                                       | Joanne Carter                                        | Janna Kupec                                          |
| Brisbane 2006 (detalhes)             | Joanne Carter                                        | Tina Wang                                            | Janna Kupec                                          |
| Warners Bay 2007 (detalhes)          | Joanne Carter                                        | Tina Wang                                            | Phoebe Di Tommaso                                    |
| Brisbane 2008 (detalhes)             | Tina Wang                                            | Jessica Kurzawski                                    | Phoebe Di Tommaso                                    |
| Penrith & Canterbury 2009 (detalhes) | Cheltzie Lee                                         | Tina Wang                                            | Phoebe Di Tommaso                                    |
| Melbourne 2010 (detalhes)            | Phoebe Di Tommaso                                    | Albrina Lee                                          | Jessica Kurzawski                                    |
| Boondall 2011 (detalhes)             | Zara Pasfield                                        | Jaimee Nobbs                                         | Sydnee Knight                                        |
| Boondall 2012 (detalhes)             | Chantelle Kerry                                      | Brooklee Han                                         | Stephanie Zhang                                      |
| Melbourne 2013 (detalhes)            | Brooklee Han                                         | Taylor Dean                                          | Jaimee Nobbs                                         |
| Brisbane 2014 (detalhes)             | Kailani Craine                                       | Brooklee Han                                         | Jaimee Nobbs                                         |
| Penrith 2015 (detalhes)              | Kailani Craine                                       | Brooklee Han                                         | Chantelle Kerry                                      |
| Melbourne 2016 (detalhes)            | Kailani Craine                                       | Brooklee Han                                         | Katie Pasfield                                       |

### Duplas
| Evento                     | Ouro                                                 | Prata                                                | Bronze                                               |
| 1931 (detalhes)            | A. Maxwell R. Jackson                                | ?                                                    | ?                                                    |
| 1932 (detalhes)            | A. Maxwell R. Jackson                                | ?                                                    | ?                                                    |
| 1933 (detalhes)            | W. Thackeray C. MacGillicuddy                        | ?                                                    | ?                                                    |
| 1934 (detalhes)            | W. Thackeray C. MacGillicuddy                        | ?                                                    | ?                                                    |
| 1935 (detalhes)            | A. Brown R. Butcher                                  | ?                                                    | ?                                                    |
| 1936 (detalhes)            | A. Lyons R. Chambers                                 | ?                                                    | ?                                                    |
| 1937 (detalhes)            | E. Adams R. Chambers                                 | ?                                                    | ?                                                    |
| 1938 (detalhes)            | B. Cornwall J. Gordon                                | ?                                                    | ?                                                    |
| 1939 (detalhes)            | A. Brown R. Butcher                                  | ?                                                    | ?                                                    |
| 1940–                      | Não houve competição devido a Segunda Guerra Mundial | Não houve competição devido a Segunda Guerra Mundial | Não houve competição devido a Segunda Guerra Mundial |
| 1947 (detalhes)            | S. Carroll Reg Park                                  | ?                                                    | ?                                                    |
| 1948 (detalhes)            | T. Homsey W. Hinchey                                 | ?                                                    | ?                                                    |
| 1949 (detalhes)            | Gwenneth Molony Adrian Swan                          | ?                                                    | ?                                                    |
| 1950 (detalhes)            | Jacqueline Mason Mervyn Bower                        | ?                                                    | ?                                                    |
| 1951 (detalhes)            | Jacqueline Mason Mervyn Bower                        | ?                                                    | ?                                                    |
| 1952 (detalhes)            | Jacqueline Mason Mervyn Bower                        | ?                                                    | ?                                                    |
| 1953 (detalhes)            | Jacqueline Mason Mervyn Bower                        | ?                                                    | ?                                                    |
| 1954 (detalhes)            | Jacqueline Mason Mervyn Bower                        | ?                                                    | ?                                                    |
| 1955 (detalhes)            | Jacqueline Mason Mervyn Bower                        | ?                                                    | ?                                                    |
| 1956 (detalhes)            | Jacqueline Mason Mervyn Bower                        | ?                                                    | ?                                                    |
| 1957 (detalhes)            | Jacqueline Mason Mervyn Bower                        | ?                                                    | ?                                                    |
| 1958 (detalhes)            | Jacqueline Mason Mervyn Bower                        | ?                                                    | ?                                                    |
| 1959 (detalhes)            | Jacqueline Mason Mervyn Bower                        | ?                                                    | ?                                                    |
| 1960                       | Não houve disputa de duplas                          | Não houve disputa de duplas                          | Não houve disputa de duplas                          |
| 1961 (detalhes)            | Jacqueline Kendall-Baker Mervyn Bower                | ?                                                    | ?                                                    |
| 1962 (detalhes)            | Y. Whys W. Caldwell                                  | ?                                                    | ?                                                    |
| 1963 (detalhes)            | Jacqueline Kendall-Baker Mervyn Bower                | ?                                                    | ?                                                    |
| 1964 (detalhes)            | D. Taylor D. Price                                   | ?                                                    | ?                                                    |
| 1965 (detalhes)            | L. Gough C. Jackson                                  | ?                                                    | ?                                                    |
| 1966 (detalhes)            | D. Taylor D. Price                                   | ?                                                    | ?                                                    |
| 1967 (detalhes)            | L. Gough F. Chiementon                               | ?                                                    | ?                                                    |
| 1968 (detalhes)            | L. Sorenson F. Chiementon                            | ?                                                    | ?                                                    |
| 1969 (detalhes)            | L. Sorenson F. Chiementon                            | ?                                                    | ?                                                    |
| 1970                       | Não houve disputa de duplas                          | Não houve disputa de duplas                          | Não houve disputa de duplas                          |
| 1971 (detalhes)            | Belinda Coulthard M. Lynch                           | ?                                                    | ?                                                    |
| 1972 (detalhes)            | Belinda Coulthard M. Lynch                           | ?                                                    | ?                                                    |
| 1973 (detalhes)            | Belinda Coulthard M. Lynch                           | ?                                                    | ?                                                    |
| 1974 (detalhes)            | Belinda Coulthard M. Lynch                           | ?                                                    | ?                                                    |
| 1975 (detalhes)            | Elizabeth Cain Peter Cain                            | ?                                                    | ?                                                    |
| 1976 (detalhes)            | Elizabeth Cain Peter Cain                            | ?                                                    | ?                                                    |
| 1977 (detalhes)            | Elizabeth Cain Peter Cain                            | ?                                                    | ?                                                    |
| 1978 (detalhes)            | E. Fabian G. Fabian                                  | ?                                                    | ?                                                    |
| 1979 (detalhes)            | Elizabeth Cain Peter Cain                            | ?                                                    | ?                                                    |
| 1980 (detalhes)            | Danielle Carr Stephen Carr                           | ?                                                    | ?                                                    |
| 1981 (detalhes)            | Danielle Carr Stephen Carr                           | ?                                                    | ?                                                    |
| 1982 (detalhes)            | Danielle Carr Stephen Carr                           | ?                                                    | ?                                                    |
| 1983 (detalhes)            | Danielle Carr Stephen Carr                           | ?                                                    | ?                                                    |
| 1984 (detalhes)            | Danielle Carr Stephen Carr                           | ?                                                    | ?                                                    |
| 1985 (detalhes)            | Danielle Carr Stephen Carr                           | ?                                                    | ?                                                    |
| 1986 (detalhes)            | Danielle Carr Stephen Carr                           | ?                                                    | ?                                                    |
| 1987 (detalhes)            | Danielle Carr Stephen Carr                           | ?                                                    | ?                                                    |
| 1988 (detalhes)            | Danielle Carr Stephen Carr                           | ?                                                    | ?                                                    |
| 1989 (detalhes)            | Danielle Carr Stephen Carr                           | ?                                                    | ?                                                    |
| 1990 (detalhes)            | Danielle Carr Stephen Carr                           | Christine Seydel John Pritchard-Wafford              | ?                                                    |
| 1991 (detalhes)            | Danielle Carr Stephen Carr                           | ?                                                    | ?                                                    |
| 1992 (detalhes)            | Danielle Carr Stephen Carr                           | ?                                                    | ?                                                    |
| 1993 (detalhes)            | Danielle Carr Stephen Carr                           | ?                                                    | ?                                                    |
| 1994 (detalhes)            | Danielle Carr Stephen Carr                           | ?                                                    | ?                                                    |
| 1995 (detalhes)            | Danielle Carr Stephen Carr                           | ?                                                    | ?                                                    |
| 1996 (detalhes)            | Danielle Carr Stephen Carr                           | nenhum outro competidor                              | nenhum outro competidor                              |
| North Ryde 1997 (detalhes) | Danielle McGrath Stephen Carr                        | nenhum outro competidor                              | nenhum outro competidor                              |
| Melbourne 1998 (detalhes)  | Danielle McGrath Stephen Carr                        | Bethany McLean Adam King                             | nenhum outro competidor                              |
| Thebarton 1999 (detalhes)  | Amanda Paton Adam King                               | ?                                                    | ?                                                    |
| 2000–2004                  | Não houve disputa de duplas                          | Não houve disputa de duplas                          | Não houve disputa de duplas                          |
| Perth 2005 (detalhes)      | Emma Brien Stuart Beckingham                         | nenhum outro competidor                              | nenhum outro competidor                              |
| 2006–2011                  | Não houve disputa de duplas                          | Não houve disputa de duplas                          | Não houve disputa de duplas                          |
| Boondall 2012 (detalhes)   | Emma Greensill Matthew Dodds                         | nenhum outro competidor                              | nenhum outro competidor                              |
| Melbourne 2013 (detalhes)  | Paris Stephens Matthew Dodds                         | nenhum outro competidor                              | nenhum outro competidor                              |
| Brisbane 2014 (detalhes)   | Paris Stephens Matthew Dodds                         | Harmonie Wong Joda Walter                            | nenhum outro competidor                              |
| Penrith 2015 (detalhes)    | Paris Stephens Matthew Dodds                         | nenhum outro competidor                              | nenhum outro competidor                              |
| Melbourne 2016 (detalhes)  | Ekaterina Alexandrovskaya Harley Windsor             | Paris Stephens Matthew Dodds                         | nenhum outro competidor                              |

### Dança no gelo
| Evento                               | Ouro                                                 | Prata                                                | Bronze                                               |
| 1931 (detalhes)                      | P. Turner R. Jackson                                 | ?                                                    | ?                                                    |
| 1932 (detalhes)                      | P. Turner R. Jackson                                 | ?                                                    | ?                                                    |
| 1933 (detalhes)                      | K. Kennedy Sydney R. Croll                           | ?                                                    | ?                                                    |
| 1934 (detalhes)                      | W. Thackeray C. MacGillicuddy                        | ?                                                    | ?                                                    |
| 1935 (detalhes)                      | K. Kennedy Sydney R. Croll                           | ?                                                    | ?                                                    |
| 1936 (detalhes)                      | K. Kennedy Sydney R. Croll                           | ?                                                    | ?                                                    |
| 1937 (detalhes)                      | K. Hume Sydney R. Croll                              | ?                                                    | ?                                                    |
| 1938 (detalhes)                      | S. Gauld E. J. Molony                                | ?                                                    | ?                                                    |
| 1939 (detalhes)                      | N. Connor J. T. Brown                                | ?                                                    | ?                                                    |
| 1940–1946                            | Não houve competição devido a Segunda Guerra Mundial | Não houve competição devido a Segunda Guerra Mundial | Não houve competição devido a Segunda Guerra Mundial |
| 1947 (detalhes)                      | A. MacGillicuddy W. Taylor                           | ?                                                    | ?                                                    |
| 1948 (detalhes)                      | A. MacGillicuddy W. Taylor                           | ?                                                    | ?                                                    |
| 1949 (detalhes)                      | A. MacGillicuddy W. Taylor                           | ?                                                    | ?                                                    |
| 1950 (detalhes)                      | A. MacGillicuddy W. Taylor                           | ?                                                    | ?                                                    |
| 1951 (detalhes)                      | A. MacGillicuddy W. Taylor                           | ?                                                    | ?                                                    |
| 1952 (detalhes)                      | M. Simm A. Glenn                                     | ?                                                    | ?                                                    |
| 1953 (detalhes)                      | G. Gray A. Glenn                                     | ?                                                    | ?                                                    |
| 1954 (detalhes)                      | L. Squires R. Watson                                 | ?                                                    | ?                                                    |
| 1955 (detalhes)                      | B. Heyward Duncan Clarke                             | ?                                                    | ?                                                    |
| 1956 (detalhes)                      | B. Heyward Duncan Clarke                             | ?                                                    | ?                                                    |
| 1957 (detalhes)                      | B. Heyward Duncan Clarke                             | ?                                                    | ?                                                    |
| 1958 (detalhes)                      | B. Heyward Duncan Clarke                             | ?                                                    | ?                                                    |
| 1959 (detalhes)                      | S. Taylor William Cherrell                           | ?                                                    | ?                                                    |
| 1960                                 | Não houve disputa de dança no gelo                   | Não houve disputa de dança no gelo                   | Não houve disputa de dança no gelo                   |
| 1961 (detalhes)                      | L. Wright R. Watson                                  | ?                                                    | ?                                                    |
| 1962                                 | Não houve disputa de dança no gelo                   | Não houve disputa de dança no gelo                   | Não houve disputa de dança no gelo                   |
| 1964 (detalhes)                      | A. Clacy B. Hodge                                    | ?                                                    | ?                                                    |
| 1965 (detalhes)                      | E. Slowman W. Hewison                                | ?                                                    | ?                                                    |
| 1966–1970                            | Não houve disputa de dança no gelo                   | Não houve disputa de dança no gelo                   | Não houve disputa de dança no gelo                   |
| 1971 (detalhes)                      | J. Coates G. Beaumont                                | ?                                                    | ?                                                    |
| 1972 (detalhes)                      | J. Coates G. Beaumont                                | ?                                                    | ?                                                    |
| 1973                                 | Não houve disputa de dança no gelo                   | Não houve disputa de dança no gelo                   | Não houve disputa de dança no gelo                   |
| 1974 (detalhes)                      | Anne Zoe Hopkins G. Somlai                           | ?                                                    | ?                                                    |
| 1975 (detalhes)                      | D. Smith G. Goddard                                  | ?                                                    | ?                                                    |
| 1976–1978                            | Não houve disputa de dança no gelo                   | Não houve disputa de dança no gelo                   | Não houve disputa de dança no gelo                   |
| 1979 (detalhes)                      | K. Pargeter C. Stuart                                | ?                                                    | ?                                                    |
| 1980 (detalhes)                      | B. Coates L. Boroczky                                | ?                                                    | ?                                                    |
| 1981 (detalhes)                      | P. Leedham L. Boroczky                               | ?                                                    | ?                                                    |
| 1982 (detalhes)                      | B. Watson M. Hochmann                                | ?                                                    | ?                                                    |
| 1983 (detalhes)                      | Liane Telling Michael Fisher                         | ?                                                    | ?                                                    |
| 1984 (detalhes)                      | Liane Telling Michael Fisher                         | ?                                                    | ?                                                    |
| Adelaide 1985 (detalhes)             | Monica MacDonald Rodney Clarke                       | ?                                                    | ?                                                    |
| Brisbane 1986 (detalhes)             | Monica MacDonald Rodney Clarke                       | ?                                                    | ?                                                    |
| Sydney 1987 (detalhes)               | Monica MacDonald Rodney Clarke                       | ?                                                    | ?                                                    |
| Perth 1988 (detalhes)                | Monica MacDonald Rodney Clarke                       | Fiona Coulston Brian Duckworth                       | ?                                                    |
| Sydney 1989 (detalhes)               | Monica MacDonald Duncan Smart                        | Fiona Coulston Brian Duckworth                       | ?                                                    |
| 1990 (detalhes)                      | Monica MacDonald Duncan Smart                        | ?                                                    | ?                                                    |
| 1991 (detalhes)                      | Monica MacDonald Duncan Smart                        | ?                                                    | ?                                                    |
| 1992 (detalhes)                      | L. Carracher Brian Duckworth                         | ?                                                    | ?                                                    |
| 1993 (detalhes)                      | Christine Seydel Duncan Smart                        | ?                                                    | ?                                                    |
| 1994 (detalhes)                      | Christine Seydel Duncan Smart                        | ?                                                    | ?                                                    |
| 1995 (detalhes)                      | Chantal Loyer Justin Bell                            | Christine Seydel Duncan Smart                        | ?                                                    |
| 1996 (detalhes)                      | Chantal Loyer Justin Bell                            | Christine Seydel Ducan Smart                         | nenhum outro competidor                              |
| North Ryde 1997 (detalhes)           | Margarita Fourer Timothy Heinecke                    | nenhum outro competidor                              | nenhum outro competidor                              |
| Melbourne 1998 (detalhes)            | Danielle Rigg-Smith Trent Nelson-Bond                | Portia Rigby Francis Rigby                           | nenhum outro competidor                              |
| Thebarton 1999 (detalhes)            | Portia Rigby Francis Rigby                           | Danielle Rigg-Smith Trent Nelson-Bond                | nenhum outro competidor                              |
| Perth 2000 (detalhes)                | Portia Rigby Francis Rigby                           | Natalie Buck Trent Nelson-Bond                       | Alexandra Martin Daniel Price                        |
| Sydney 2001 (detalhes)               | Natalie Buck Trent Nelson-Bond                       | Aimee Hartog Daniel Price                            | Kristie Kettleton Trevor Sieders                     |
| Brisbane 2002 (detalhes)             | Natalie Buck Trent Nelson-Bond                       | Danika Bourne Alexander Pavlov                       | nenhum outro competidor                              |
| Brisbane 2003 (detalhes)             | Natalie Buck Trent Nelson-Bond                       | Danika Bourne Alexander Pavlov                       | nenhum outro competidor                              |
| Sydney 2004 (detalhes)               | Natalie Buck Trent Nelson-Bond                       | Danika Bourne Alexander Pavlov                       | nenhum outro competidor                              |
| Perth 2005 (detalhes)                | Natalie Buck Trent Nelson-Bond                       | Maria Borounov Evgeni Borounov                       | nenhum outro competidor                              |
| Brisbane 2006 (detalhes)             | Maria Borounov Evgeni Borounov                       | nenhum outro competidor                              | nenhum outro competidor                              |
| Warners Bay 2007 (detalhes)          | Danielle O'Brien Gregory Merriman                    | nenhum outro competidor                              | nenhum outro competidor                              |
| Brisbane 2008 (detalhes)             | Danielle O'Brien Gregory Merriman                    | Maria Borounov Evgeni Borounov                       | nenhum outro competidor                              |
| Penrith & Canterbury 2009 (detalhes) | Danielle O'Brien Gregory Merriman                    | Maria Borounov Evgeni Borounov                       | nenhum outro competidor                              |
| Melbourne 2010 (detalhes)            | Danielle O'Brien Gregory Merriman                    | Maria Borounov Evgeni Borounov                       | Katherine Firkin Henri Du Pont                       |
| Boondall 2011 (detalhes)             | Danielle O'Brien Gregory Merriman                    | Katherine Firkin Henri Du Pont                       | nenhum outro competidor                              |
| Boondall 2012 (detalhes)             | Danielle O'Brien Gregory Merriman                    | Katherine Firkin Henri Du Pont                       | nenhum outro competidor                              |
| Melbourne 2013 (detalhes)            | Danielle O'Brien Gregory Merriman                    | Adele Morrison Lochran Doherty                       | nenhum outro competidor                              |
| Brisbane 2014 (detalhes)             | Adele Morrison Shane Speden                          | nenhum outro competidor                              | nenhum outro competidor                              |
| Penrith 2015 (detalhes)              | Emiely Pike Patrick Adderley                         | nenhum outro competidor                              | nenhum outro competidor                              |
| Melbourne 2016 (detalhes)            | Matilda Friend Will Badaoui                          | Adele Morrison Demid Rokachev                        | Kimberley Hew-Low Timothy McKernan                   |